# Liste des bâtiments protégés de Vestfirðir
Cet article recense les bâtiments protégés de Vestfirðir, en Islande.

## Statistiques
Au 29 mai 2012, la région de Vestfirðir compte 58 édifices protégés, soit 13 % des protections de l'Islande.

## Liste
| Nom                         | Adresse                          | Municipalité       | Id. | Coordonnées                         | Illus. |
| --------------------------- | -------------------------------- | ------------------ | --- | ----------------------------------- | ------ |
| Árneskirkja                 |                                  | Árneshreppur       | 411 |                                     |        |
| Riis-hús                    | Borðeyri                         | Bæjarhreppur       | 405 |                                     |        |
| Hólskirkja                  |                                  | Bolungarvík        | 386 |                                     |        |
| Grímshjallur                | Brokey                           | Dalabyggð          | 359 |                                     |        |
| Skemma úr torfi             | Öxney                            | Dalabyggð          | 363 |                                     |        |
| Aðalstræti 16               | Aðalstræti 16                    | Ísafjarðarbær      | 365 |                                     |        |
| Arnarnesviti                | Arnanes                          | Ísafjarðarbær      | 376 |                                     |        |
| Bænhús                      | Furuförður                       | Ísafjarðarbær      | 412 |                                     |        |
| Betuhús                     | Æðey                             | Ísafjarðarbær      | 383 |                                     |        |
| Edinborgarhúsið             | Aðalstræti 7                     | Ísafjarðarbær      | 367 |                                     |        |
| Faktorshúsið Hæstakaupstað  | Aðalstræti 42                    | Ísafjarðarbær      | 366 |                                     |        |
| Faktorshúsið Neðstakaupstað |                                  | Ísafjarðarbær      | 371 |                                     |        |
| Gamla sjúkrahúsið           | Eyrartún                         | Ísafjarðarbær      | 370 |                                     |        |
| Holtskirkja                 | Önunarfjörður                    | Ísafjarðarbær      | 391 |                                     |        |
| Hrafnseyrarkirkja           | Hrafnseyr                        | Ísafjarðarbær      | 400 |                                     |        |
| Hraunskirkja                | Keldudalur                       | Ísafjarðarbær      | 389 |                                     |        |
| Jónassenshús                | Aðalstræti 8                     | Ísafjarðarbær      | 368 |                                     |        |
| Kirkjubólskirkja            | Valþjófsdalur við Önunarfjörð    | Ísafjarðarbær      | 390 |                                     |        |
| Krambúðin                   | Neðstakaupstað                   | Ísafjarðarbær      | 372 |                                     |        |
| Messíönuhús                 | Sundstræti 25a                   | Ísafjarðarbær      | 374 |                                     |        |
| Mýrakirkja                  | Dýrafjörður                      | Ísafjarðarbær      | 404 |                                     |        |
| Ögurstofa                   |                                  | Ísafjarðarbær      | 377 |                                     |        |
| Sæbólskirkja                | Ingjaldssand                     | Ísafjarðarbær      | 951 |                                     |        |
| Salthúsið Þingeyri          | Byggðasafn Vestfjarða á Ísafirði | Ísafjarðarbær      | 369 |                                     |        |
| Sönderborgarhús             | Aðalstræti 12                    | Ísafjarðarbær      | 364 |                                     |        |
| Staðarkirkja                | Aðalvík                          | Ísafjarðarbær      | 375 |                                     |        |
| Staðarkirkja                | Grunnavík                        | Ísafjarðarbær      | 378 |                                     |        |
| Þingeyrarkirkja             |                                  | Ísafjarðarbær      | 403 |                                     |        |
| Tjöruhúsið                  | Neðstakaupstað                   | Ísafjarðarbær      | 373 |                                     |        |
| Turnhúsið                   | Neðstakaupstað                   | Ísafjarðarbær      | 380 |                                     |        |
| Kaldrananeskirkja           | Kaldrananes                      | Kaldrananeshreppur | 407 |                                     |        |
| Bókhlaðan                   | Flatey                           | Reykhólahreppur    | 342 |                                     |        |
| Gufudalskirkja              |                                  | Reykhólahreppur    | 360 |                                     |        |
| Gunnlaugshús - Félagshús    | Flatey                           | Reykhólahreppur    | 701 |                                     |        |
| Hermannshús - Félagshús     | Flatey                           | Reykhólahreppur    | 343 |                                     |        |
| Klausturhólar               | Flatey                           | Reykhólahreppur    | 344 |                                     |        |
| Ranakofi                    | Svefneyjar                       | Reykhólahreppur    | 707 |                                     |        |
| Staðarkirkja                |                                  | Reykhólahreppur    | 361 |                                     |        |
| Eyrarkirkja                 |                                  | Seyðisfjörður      | 387 |                                     |        |
| Unaðsdalskirkja             |                                  | Snæfjallaströnd    | 381 |                                     |        |
| Gamli barnaskólinn          | Kópnesbraut 4b                   | Strandabyggð       | 409 |                                     |        |
| Kollafjarðarneskirkja       |                                  | Strandabyggð       | 408 |                                     |        |
| Nauteyrarkirkja             | Langadalsströnd                  | Strandabyggð       | 379 |                                     |        |
| Staðarkirkja                | Staðardalur við Steingrímsfjörd  | Strandabyggð       | 392 |                                     |        |
| Staðarkirkja                | Steingrímsfjörð                  | Strandabyggð       | 410 |                                     |        |
| Gamla íbúðarhúsið           | Ögur                             | Súðavíkurhreppur   | 384 |                                     |        |
| Ögurkirkja                  | Ögurvík                          | Súðavíkurhreppur   | 385 |                                     |        |
| Súðavíkurkirkja             | Súðavík                          | Súðavíkurhreppur   | 388 |                                     |        |
| Vatnsfjarðarkirkja          | Vatnsfjörður                     | Súðavíkurhreppur   | 382 |                                     |        |
| Stóra-Laugardalskirkja      |                                  | Tálknafjörður      | 399 |                                     |        |
| Bíldudalskirkja             | Við Kirkjutorg                   | Vesturbyggð        | 402 |                                     |        |
| Brjánslækjarkirkja          | Brjánslækur                      | Vesturbyggð        | 394 |                                     |        |
| Eyrarkirkja                 | Patreksfjörður                   | Vesturbyggð        | 395 |                                     |        |
| Hagakirkja                  |                                  | Vesturbyggð        | 398 |                                     |        |
| Bjargtangarviti             | Látrabjarg                       | Vesturbyggð        | 393 | 65° 30′ 00″ nord, 24° 31′ 59″ ouest |        |
| Sauðlauksdalskirkja         |                                  | Vesturbyggð        | 397 |                                     |        |
| Saurbæjarkirkja             |                                  | Vesturbyggð        | 396 |                                     |        |
| Selárdalskirkja             | Selárdalur                       | Vesturbyggð        | 401 |                                     |        |